# Химн на Екваториална Гвинея
Caminemos pisando las sendas de nuestra inmensa felicidad е националният химн на Република Екваториална Гвинея, според началните думи на испанския му текст. Поради трите официални езика, освен испански, текстът има и португалски и френски вариант.

## История
Автор е Атанасио Ндонго Мийоне. Музиката е композирана от Рамиро Санчес Лопес, който е испански лейтенант и заместник-директор на музиката в централата на армията в Мадрид. Той получава награда от 25 000 песети за композицията. Текстът на химна е повлиян от края на колонизацията на Екваториална Гвинея, както личи от антиколониалния патос.
Химнът е изпълнен за първи път в Екваториална Гвинея на 12 октомври 1968 г. и се използва оттогава.

## Текст на испански
Caminemos pisando la senda
De nuestra inmensa felicidad.
En fraternidad, sin separación,
¡Cantemos Libertad!
Tras dos siglos de estar sometidos
Bajo la dominación colonial,
En fraterna unión, sin discriminar,
¡Cantemos Libertad!
¡Gritemos Viva, Libre Guinea,
Y defendamos nuestra Libertad.
Cantemos siempre, Libre Guinea,
Y conservemos siempre la unidad.
¡Gritemos Viva, Libre Guinea,
Y defendamos nuestra Libertad.
Cantemos siempre, Libre Guinea,
Y conservemos, Y conservemos
La independencia nacional.
Y conservemos, Y conservemos
La independencia nacional.

## Текст на португалски
Caminhemos sob a trilha
De nossa imensa felicidade,
Em fraternidade, sem barreiras,
Cantemos Liberdade!
Após dois séculos de submissão
Ao domínio colonial,
Em fraterna união, sem preconceito,
Cantemos Liberdade!
Gritemos Viva, Livre Guiné,
E defendamos nossa liberdade
Gritemos Viva, Livre Guiné,
E conservemos sempre a unidade.
Gritemos Viva, Livre Guiné,
E defendamos nossa liberdade.
Cantemos sempre, Livre Guiné,
E conservemos sempre a independência nacional.
E conservemos, e conservemos,
A independência nacional.

## Текст на френски
Marchons sur les chemins

De notre immense bonheur,

Dans la fraternité, sans séparation,

Chantons la Liberté!

Après deux siècles d'être soumis

Par la domination coloniale,

Dans l'union fraternelle, sans discrimination,

Chantons la Liberté!

Crions vivat, la Guinée Libre,

Et défendons notre liberté

Chantons toujours, la Guinée Libre,

Et conservons toujours l'unité.

Crions vivat, la Guinée Libre,

Et défendons notre liberté

Chantons toujours, la Guinée Libre,

Et conservons toujours l'indépendance nationale

Et conservons, et conservons,

L'indépendance nationale.

## Превод на български
Да вървим по пътищата

на нашето огромно щастие,

в братството и без пречки

Да възпеем Свободата

След два века подчинение 

от колониално владичество

в братско единство без дискриминация

Да възпеем свободата!

Да викнем „Да живей свободна Гвинея“ 

и свободата си да защитим

да възпеем свободна Гвинея завинаги

и да запазим единството

Да викнем „Да живей свободна Гвинея“

и свободата си да защитим

да възпеем свободна Гвинея завинаги

и да запазим завинаги националната независимост

и да пазим и да запазим националната независимост

1. ↑  Cusack, Igor. African National Anthems: ‘Beat the Drums, the Red Lion Has Roared’ //  Journal of African Cultural Studies 17 (2).   2005. DOI:10.1080/13696850500448337. с. 235 – 51.